# Álcool absoluto
O álcool absoluto, também conhecido como álcool puro ou álcool anidro, é um combustível obtido através do tratamento com benzeno e destilação do etanol.
A destilação simples ou fracionada de etanol e água não resulta em uma concentração alcoólica maior que 95%. Já o álcool ou etanol absoluto possui uma concentração mínima de 99,6%. O álcool absoluto é muito mais caro e utiliza-se apenas quando estritamente necessário, principalmente no preparo de fórmulas farmacêuticas e cosméticos. Usa-se também no aeromodelismo no preparo de combustível.  Antes usava-se o álcool metílico, porém devido ao alto custo usa-se também o etanol, na proporção de 1 para 5, ou seja, uma parte de óleo de rícino para cinco de etanol.